# 彩鹬属
彩鹬属是鳥綱鴴形目彩鹬科下兩個屬中的一屬，只有兩種。連同另一屬半领彩鹬属（Nycticryptes）中的單屬種半领彩鹬（Nycticryptes semicollaris）組成一個小科。

## 分類
- 大彩鹬或直稱作彩鹬及孟加拉彩鹬（Rostratula benghalensis）分布在非洲、印度和东南亚的沼泽地区；
- 澳洲彩鹬（Rostratula australis）分布在澳大利亚，数量較少；

## 註解
1. ↑  「鹬」，拼音：，注音：，音同「玉」[1]